# باريس تورز 1976
باريس تورز 1976 هو سباق دراجات هوائية، وهو الموسم رقم 70 من باريس تورز، وأقيم في 26 سبتمبر 1976.
فاز بالمركز الأول رونالد دي ويت، وبالمركز الثاني ريمون بوليدور، وبالمركز الثالث روبرت بولو.

## الفائزون
| الترتيب | الفائز        |
| ------- | ------------- |
| الفائز  | رونالد دي ويت |
| الثاني  | ريمون بوليدور |
| الثالث  | روبرت بولو    |